# Eunidia quadrivittata
Eunidia quadrivittata là một loài bọ cánh cứng trong họ Cerambycidae.